# التهاب السحايا السلي
التهاب السحايا السلي هو نوع محدد من التهاب السحايا الجرثومي يسببه عدوى البكتيريا الفطرية السلية للسحايا -نظام الأغشية التي تغلف الجهاز العصبي المركزي.